# Lecanodiaspis parinarii
Lecanodiaspis parinarii är en insektsart som först beskrevs av Hall 1935.  Lecanodiaspis parinarii ingår i släktet Lecanodiaspis och familjen Lecanodiaspididae.
Artens utbredningsområde är Zimbabwe. Inga underarter finns listade i Catalogue of Life.